# Omul cu buza strâmbă
Omul cu buza strâmbă (în engleză The Man with the Twisted Lip) este una dintre cele 56 povestiri scurte cu Sherlock Holmes ale lui Sir Arthur Conan Doyle și a șasea povestire din volumul Aventurile lui Sherlock Holmes.
Ea a fost publicată în revista Strand Magazine din decembrie 1891, cu ilustrații de Sidney Paget, apoi în volumul "Aventurile lui Sherlock Holmes" (în engleză The Adventures of Sherlock Holmes) editat la 14 octombrie 1892 de George Newnes Ltd din Anglia. Conan Doyle a clasat "Omul cu buza strâmbă" pe locul XVI în lista celor 19 povestiri favorite cu Sherlock Holmes. 

## Rezumat

### Misterul inițial

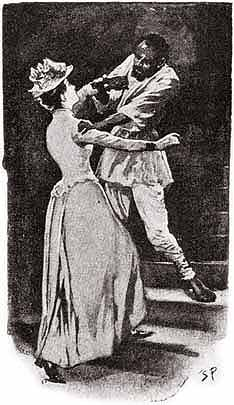
Doamna St. Clair este dată afară din casă de proprietarul tavernei de opiu, un lascar.

Doctorul Watson este chemat într-o noapte de Kate Whitney, o femeie prietenă cu soția sa. Soțul ei, Isa Whitney, lipsea de câteva zile și, cum era dependent de opiu, ea era sigură că el zăcea sub influența drogurilor în taverna "Bar of Gold" de pe strada Upper Swandam din periculosul cartier East End al Londrei. Foarte îngrijorată, ea cere ajutorul dr. Watson pentru a-l aduce acasă. Watson se duce acolo și îl trimite acasă pe Isa Whitney, dar în acea tavernă îl găsește pe Sherlock Holmes, deghizat în bătrân, încercând să afle informații despre un nou caz de la dependenții de droguri din tavernă. 
Domnul Neville St. Clair, un om de afaceri de la țară, respectabil și punctual, a dispărut. În plus, doamna St. Clair este foarte sigură că și-a văzut soțul la fereastra de la etajul doi al tavernei de opiu de pe strada Upper Swandam, o zonă rău-famată a orașului aflată în apropiere de docurile Tamisei. El a dispărut imediat de la fereastră și doamna St. Clair era sigură că acolo se petrecuse ceva oribil. 
În mod natural, ea a încercat să intre în clădire, dar drumul i-a fost blocat de proprietarul tavernei de opiu, un lascar. Ea a adus imediat niște polițiști, dar ei nu l-au găsit pe domnul St. Clair. Camera, la a cărei fereastră își văzuse soțul, era a unui cerșetor murdar și desfigurat, bine cunoscut de poliție, sub numele de Hugh Boone. Poliștii sunt pe punctul de a crede că s-a săvârșit o confuzie când doamna St. Clair observă pe jos o cutie de cuburi din lemn pe care soțul ei spunea că o va cumpăra pentru fiul lor. O căutare amănunțită a dus la găsirea unor haine ale soțului ei. Ulterior, haina sa, cu buzunarele pline cu mai multe kilograme de monezi de un penny și de jumătate de penny, este găsită în fluviul Tamisa chiar lângă zidurile clădirii. 

### Rezolvare

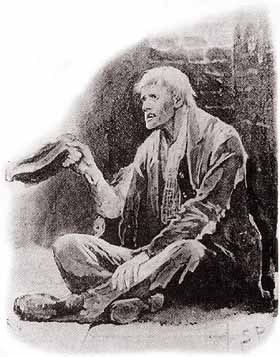
Omul cu buza strâmbă

Cerșetorul este arestat și dus la secția de poliție, iar Holmes este aproape convins la început că Neville St. Clair a fost victima nefericită a unei crime. Totuși, la câteva zile după dispariția lui St. Clair, soția sa primește o scrisoare scrisă de propriul său soț. Sosirea acestei scrisori îl determină pe Holmes să-și reevalueze concluziile, conducându-l la o găsirea unei soluții extraordinare. Mergând la secția de poliție și luând cu el un burete într-o geantă Gladstone, Holmes spală fața murdară a lui Boone, aducând la vedere adevărata sa față — fața lui Neville St. Clair! St. Clair face o mărturisire completă, rezolvă astfel misterul, dar mărturisirea sa creează alte probleme.
Se pare că domnul St. Clair ducea o viață dublă, una respectabilă și o alta ca cerșetor. În tinerețea sa, el a fost actor înainte de a lucra ca reporter de ziar. Trebuind să se documenteze pentru un articol, el s-a deghizat ca cerșetor pentru o scurtă perioadă, în care a câștigat o sumă foarte mare de bani. Mai târziu, el a revenit pe stradă cerșind timp de câteva zile pentru a strânge banii necesari plății unei datorii mari. Având posibilitatea de a alege între salariul mizer de la ziar și câștigurile mari obținute din cerșit, el a ales în cele din urmă să devină cerșetor profesionist. Veniturile sale au fost destul de mari pentru a-și cumpăra o casă la țară, a se căsători cu fiica unui fabricant local de bere și a forma o familie respectabilă. Soția sa nu a știut niciodată ce făcea el pentru a câștiga bani, iar Holmes a fost de acord să păstreze secretul domnului St. Clair atâta timp cât nu se va mai auzi nimic de Hugh Boone. 
Povestirea este unică între povestirile cu Holmes din două motive: după ce misterul este elucidat, se pare că nu s-a săvârșit nici o infracțiune și nu există niciun răufăcător; și spre deosebire de alte povestiri, Holmes (sau de fapt, Doyle) nu explică cum a rezolvat misterul și îl lasă pe cititorul isteț să-și dea seama (indiciile sunt prezentate destul de clar în povestire).

## Personaje
- Sherlock Holmes
- doctorul Watson
- Neville St. Clair - om avut care își câștiga existența cerșind pe străzile Londrei sub numele de Hugh Boone
- doamna St. Clair - soția lui Neville St. Clair, fiica unui fabricant local de bere
- Inspectorul Bradstreet - inspector de la Scotland Yard
- Isa Whitney - prieten al lui Watson, dependent de opiu
- Kate Whitney - soția lui Isa Whitney, prietenă cu dr. Watson și cu soția acestuia

## Elemente interesante
Un cititor modern ar putea găsi ca un fapt izbitor că uzul narcoticelor nu era ilegal în timpul în care are loc povestirea. Deși localul unde se consuma opiu era un mediu strâns legat cu criminalitatea și lumea interlopă, el funcționa în mod deschis și legal. Vânzarea opiului sau al altor droguri nu era o infracțiune în Londra anului 1889 și nimeni nu o considera astfel.
Un alt aspect este faptul că multe mistere rezolvate de Sherlock Holmes au soluții bazate pe evenimente puțin probabile în aparență. Abilitatea lui St Clair de a câștiga un trai bun din cerșetorie este considerată de unii a fi ceva improbabil, dar alții nu sunt de acord cu aceasta.  De exemplu, la Toronto, o femeie cunoscută ca "doamna cu geantă care tremură" a făcut acest lucru cu mare succes, depășind veniturile cerșetorilor obișnuiți, prin prezentarea ei mai patetică decât a cerșetorilor legitimi.  Intriga povestirii putea fi sugerată de cartea A Caveat for Common Cursitors (1561) a lui Thomas Harman în care este descrisă demascarea escrocului Nicholas Jennings, care cerșea ziua arătând bube false, în timp ce noaptea se întorcea la o casă confortabilă unde avea și o menajeră.

## Adaptări teatrale și cinematografice
Această povestire a servit ca sursă de inspirație pentru al optulea film cu Sherlock Holmes (filmat în 1921) din seria de filme mute cu Eille Norwood. Această versiune mută a filmului The Man with the Twisted Lip are o durată de 28 de minute  și a fost regizată de Maurice Elvey.
Un nou scurtmetraj a fost făcut în 1951, această versiune fiind produsă de Rudolph Cartier. Versiunea din 1951 a avut titlul schimbat în cel de The Man Who Disappeared ("Omul care a dispărut") și a fost un episod pilot pentru un nou serial de televiziune despre Sherlock Holmes, care nu a mai fost realizat.
Povestirea "Omul cu buza strâmbă" a fost adaptată în 1965 pentru un episod (episodul 7) al serialului TV Sherlock Holmes (realizat de BBC) cu actorii Douglas Wilmer și Nigel Stock. 
Granada Television a realizat în 1986 un episod adaptat de Alan Plater ca parte a serialului de televiziune Întoarcerea lui Sherlock Holmes.
Povestirea scurtă "Blind Willie" ("Orbul Willie") din cartea Hearts in Atlantis a lui Stephen King are anumite similitudini cu "Omul cu buza strâmbă".